# Banda H

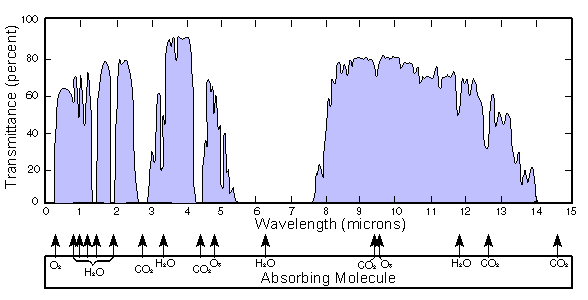
La banda H è la finestra di trasmissione centrata a 1,65 micron.

In astronomia infrarossa, la banda H è una finestra di trasmissione atmosferica nel vicino infrarosso centrata a 1,65 micron con una larghezza a metà altezza di 0,35 micron.

## Caratteristiche
A parte un limitato assorbimento causato dal vapore acqueo, l'atmosfera terrestre presenta un'elevata traslucenza alle lunghezze d'onda coperte dalla banda H. La finestra inoltre ha una probabilità molto più bassa di contaminazione da eccesso di emissione infrarossa rispetto alle altre bande IR.
La banda H è utilizzata in una vasta gamma di osservazioni all'infrarosso che includono le macchie solari, le investigazioni spettroscopiche sulla formazione stellare e la raffigurazione di fenomeni planetari come i vortici extraterrestri e l'attività vulcanica nel sistema solare.
In generale, le atmosfere stellari sono molto trasparenti nella banda H e la luce stellare in questa finestra si origina nella parte più profonda dell'atmosfera stellare. Questo permette anche l'accesso a diverse serie di linee spettrali come quelle del monossido di carbonio e del cianuro.